# Hässelbyholm
Hässelbyholm es una mansión de estilo Renacentista en el municipio de Strängnäs, condado de Södermanland, Suecia.

## Historia
Hässelbyholm se localiza en una península en el lago Mälaren. Hässelbyholm fue el resultado de la fusión de las dos fincas de Hässelby y Ekeby en Södermanland. Werner Brunkow Ekeby vendió la propiedad en 1279 al obispo de Strängnäs. A mediados del siglo XIV, Hässelbyholm perteneció a la abadía de Vårfruberga. Con la Reforma Protestante, la propiedad pasó a posesión de la corona. En 1738, Hässelbyholm fue vendido a Christina Piper, (1673-1752), viuda del conde Carl Piper (1647-1716). En 1747, hizo de Hässelbyholm un fideicomiso para su nieta, la Condesa Eva Charlotta Bielke y sus herederos.